# Capreton
De Capreton is de naam van een afwateringskanaal in de Bommelerwaard, dat ruim 6 km lang is.
Het woord capreton heeft betrekking op een smalle kade langs een watertje. Op een gegeven ogenblik lagen er drie afwateringskanaaltjes naast elkaar: De Bommelse Wetering, de Bruchemse Wetering en de Gamerense Wetering. Deze waren door capretons gescheiden. Deze dijkjes werden uiteindelijk weggegraven en er ontstond toen een breed afwateringskanaal dat de naam Capreton kreeg.
Deze Capreton wordt vanaf de jaren '70 van de 20e eeuw ingericht als ecologische verbindingszone tussen de gebieden De Lieskampen en de Meidijkse Wielen.
In de tegenwoordige situatie komt de Bommelse Zuiderwetering uit op de Capreton, die in westelijke richting loopt en via het Esmeer (een dode Maasarm) in de Afgedamde Maas uitkomt, ter hoogte van Poederoijen.